# Nasuty
Nasuty (niem. Nossuten) – wieś w Polsce położona w województwie warmińsko-mazurskim, w powiecie gołdapskim, w gminie Gołdap.
| SIMC    | Nazwa      | Rodzaj    |
| ------- | ---------- | --------- |
| 0758889 | Cicholaski | część wsi |
| 0758895 | Łubno      | część wsi |

W latach 1954–1957 wieś należała i była siedzibą władz gromady Nasuty, po jej zniesieniu w gromadzie Grabowo. W latach 1975–1998 miejscowość administracyjnie należała do województwa suwalskiego.